# Tobias Drews
Tobias Drews (* 21. Mai 1973 in Braunschweig) ist ein deutscher Sportjournalist, der insbesondere als Kommentator von Boxkämpfen bekannt ist.

## Leben und Wirken
Drews studierte an der Universität Bielefeld Germanistik und Wirtschaftswissenschaft. 1996 wurde er Redakteur beim Deutschen Sport Fernsehen (DSF) und wurde dort Ende Januar 1998 erstmals als Kommentator eines Boxkampfes eingesetzt. Er arbeitete anschließend in derselben Funktion für die Sender DF1 und Premiere und ab November 2006 für RTL. Drews wurde als „die deutsche Box-Stimme“ bezeichnet, er begleitete als Kommentator unter anderem Kämpfe von Wladimir Klitschko, Mike Tyson, Lennox Lewis, Oscar de la Hoya, Henry Maske, Axel Schulz, Graciano Rocchigiani und Dariusz Michalczewski. 2011 wurde die von Drews kommentierte RTL-Übertragung des Kampfes zwischen Wladimir Klitschko und David Haye mit dem Deutschen Fernsehpreis ausgezeichnet.
Von 2015 bis Ende 2017 war Drews Boxkommentator bei Sat. 1. Am 1. Januar 2018 übernahm er bei Sport1 die Leitung des Arbeitsbereichs Boxsport. 2019 wurde die von ihm verantwortete Sport-1-Boxberichterstattung mit dem Herqul-Boxpreis ausgezeichnet.
Er war bei Sport1 auch als Kommentator von Übertragungen im Dart tätig, zudem war Drews Berater des Boxers Alexander Petkovic. In der Unterhaltungssendung Schlag den Raab war er Kommentator von Wettspielen. Bei den 2021 ausgetragenen Olympischen Sommerspielen 2020 sowie bei den Olympischen Spielen 2024 war er als Box-Kommentator für den Fernsehsender Eurosport im Einsatz.